# Sofia Amalia di Nassau-Siegen
Sofia Amalia di Nassau-Siegen (10 gennaio 1650 – Jelgava, 25 dicembre 1688) è stata una principessa tedesca e membro del ramo di Nassau-Siegen del Casato di Nassau, e per matrimonio Duchessa consorte di Curlandia.
Era la terzogenita e la seconda delle figlie femmine di Enrico II, Conte di Nassau-Siegen e di sua moglie Maria Maddalena, nata Contessa di Limburg-Stirum.

## Vita
Nata nella sede della famiglia del Castello di Wisch a Terborg, la morte della sorella maggiore Ernestina nel 1652 lasciò Sofia Amalia come unica figlia femmina sopravvissuta dei suoi genitori, in aggiunta di due fratelli, Guglielmo Maurizio (in seguito Principe di Nassau-Siegen) e Federico.
A L'Aia il 25 ottobre 1675, Sofia Amalia sposò Federico Casimiro Kettler, Principe Ereditario di Curlandia. Ebbero cinque figli:
- Federico Kettler (3 aprile 1682 - 11 febbraio 1683), Principe Ereditario di Curlandia.
- Maria Dorotea Kettler (2 agosto 1684 - 17 gennaio 1743), sposò Alberto Federico, Margravio di Brandeburgo-Schwedt.
- Eleonora Carlotta Kettler (11 giugno 1686 - 28 luglio 1748), sposò Ernesto Ferdinando, Duca di Brunswick-Lüneburg.
- Amalia Luisa Kettler (27 luglio 1687 - 18 gennaio 1750), sposò Federico Guglielmo Adolfo, Principe di Nassau-Siegen.
- Cristina Sofia Kettler (15 novembre 1688 - 22 aprile 1694).

Nel 1682, dopo la morte di suo suocero, Sofia Amalia divenne duchessa consorte di Curlandia. Morì sei anni dopo.

## Ascendenza
|                                                          |                                   |                                                                             | Genitori                                                                      |  |  | Nonni |  |  | Bisnonni                                |  |  | Trisnonni                                |  |
|                                                          |                                   |                                                                             |                                                                               |  |  |       |  |  | Johann VI, X conte di Nassau-Dillenburg |  |  | Wilhelm I, IX conte di Nassau-Dillenburg |  |
|                                                          |                                   |                                                                             |                                                                               |  |  |       |  |  | Johann VI, X conte di Nassau-Dillenburg |  |  | Wilhelm I, IX conte di Nassau-Dillenburg |  |
|                                                          |                                   | contessa Juliana zu Stolberg-Wernigerode                                    |                                                                               |  |  |       |  |  | Johann VI, X conte di Nassau-Dillenburg |  |  |                                          |  |
| Johann VII, I conte di Nassau-Siegen                     |                                   |                                                                             |                                                                               |  |  |       |  |  | Johann VI, X conte di Nassau-Dillenburg |  |  |                                          |  |
|                                                          |                                   | langravia Elisabeth von Leuchtenberg                                        | Georg III, XIII langravio di Leuchtenberg                                     |  |  |       |  |  |                                         |  |  |                                          |  |
|                                                          |                                   | langravia Elisabeth von Leuchtenberg                                        | Georg III, XIII langravio di Leuchtenberg                                     |  |  |       |  |  |                                         |  |  |                                          |  |
|                                                          |                                   | langravia Elisabeth von Leuchtenberg                                        | margravia Barbara von Brandenburg-Ansbach                                     |  |  |       |  |  |                                         |  |  |                                          |  |
| conte Heinrich von Nassau-Siegen                         |                                   | langravia Elisabeth von Leuchtenberg                                        |                                                                               |  |  |       |  |  |                                         |  |  |                                          |  |
|                                                          |                                   | Johannes, I duca di Schleswig-Holstein-Sonderburg                           | Christian III, re di Danimarca                                                |  |  |       |  |  |                                         |  |  |                                          |  |
|                                                          |                                   | Johannes, I duca di Schleswig-Holstein-Sonderburg                           | Christian III, re di Danimarca                                                |  |  |       |  |  |                                         |  |  |                                          |  |
|                                                          |                                   | Johannes, I duca di Schleswig-Holstein-Sonderburg                           | duchessa Dorothea von Sachsen-Lauenburg                                       |  |  |       |  |  |                                         |  |  |                                          |  |
| principessa Margaretha von Schleswig-Holstein-Sonderburg |                                   | Johannes, I duca di Schleswig-Holstein-Sonderburg                           |                                                                               |  |  |       |  |  |                                         |  |  |                                          |  |
|                                                          |                                   | principessa Lisbeth von Braunschweig-Grubenhagen                            | Ernst III, VIII duca di Brunswick-Grubenhagen                                 |  |  |       |  |  |                                         |  |  |                                          |  |
|                                                          |                                   | principessa Lisbeth von Braunschweig-Grubenhagen                            | Ernst III, VIII duca di Brunswick-Grubenhagen                                 |  |  |       |  |  |                                         |  |  |                                          |  |
|                                                          |                                   | principessa Lisbeth von Braunschweig-Grubenhagen                            | duchessa Margarete von Pommern-Wolgast                                        |  |  |       |  |  |                                         |  |  |                                          |  |
| contessa Sophie Amalie von Nassau-Siegen                 |                                   | principessa Lisbeth von Braunschweig-Grubenhagen                            |                                                                               |  |  |       |  |  |                                         |  |  |                                          |  |
|                                                          | Joost, XI conte di Limburg-Stirum | Herman Georg, X conte di Limburg-Stirum                                     |                                                                               |  |  |       |  |  |                                         |  |  |                                          |  |
|                                                          | Joost, XI conte di Limburg-Stirum | Herman Georg, X conte di Limburg-Stirum                                     |                                                                               |  |  |       |  |  |                                         |  |  |                                          |  |
|                                                          | Joost, XI conte di Limburg-Stirum | contessa Maria von Hoya                                                     |                                                                               |  |  |       |  |  |                                         |  |  |                                          |  |
| conte Georg Ernst von Limburg-Stirum                     | Joost, XI conte di Limburg-Stirum |                                                                             |                                                                               |  |  |       |  |  |                                         |  |  |                                          |  |
|                                                          |                                   | contessa Maria von Schaumburg-Holstein-Pinneberg                            | Otto IV, XV conte di Schaumburg-Holstein-Pinneberg                            |  |  |       |  |  |                                         |  |  |                                          |  |
|                                                          |                                   | contessa Maria von Schaumburg-Holstein-Pinneberg                            | Otto IV, XV conte di Schaumburg-Holstein-Pinneberg                            |  |  |       |  |  |                                         |  |  |                                          |  |
|                                                          |                                   | contessa Maria von Schaumburg-Holstein-Pinneberg                            | duchessa Elisabeth Ursula von Braunschweig-Lüneburg                           |  |  |       |  |  |                                         |  |  |                                          |  |
| contessa Maria Magdalena von Limburg-Stirum              |                                   | contessa Maria von Schaumburg-Holstein-Pinneberg                            |                                                                               |  |  |       |  |  |                                         |  |  |                                          |  |
|                                                          |                                   | Arnold II, V conte di Bentheim-Steinfurt e II conte di Bentheim-Tecklenburg | Everwin III, IV conte di Bentheim-Steinfurt e I conte di Bentheim-Tecklenburg |  |  |       |  |  |                                         |  |  |                                          |  |
|                                                          |                                   | Arnold II, V conte di Bentheim-Steinfurt e II conte di Bentheim-Tecklenburg | Everwin III, IV conte di Bentheim-Steinfurt e I conte di Bentheim-Tecklenburg |  |  |       |  |  |                                         |  |  |                                          |  |
|                                                          |                                   | Arnold II, V conte di Bentheim-Steinfurt e II conte di Bentheim-Tecklenburg | contessa Anna von Tecklenburg-Schwerin                                        |  |  |       |  |  |                                         |  |  |                                          |  |
| contessa Magdalena von Bentheim                          |                                   | Arnold II, V conte di Bentheim-Steinfurt e II conte di Bentheim-Tecklenburg |                                                                               |  |  |       |  |  |                                         |  |  |                                          |  |
|                                                          |                                   | contessa Magdalena von Neuenahr-Alpen                                       | conte Gumprecht IV von Neuenahr-Alpen                                         |  |  |       |  |  |                                         |  |  |                                          |  |
|                                                          |                                   | contessa Magdalena von Neuenahr-Alpen                                       | conte Gumprecht IV von Neuenahr-Alpen                                         |  |  |       |  |  |                                         |  |  |                                          |  |
|                                                          |                                   | contessa Magdalena von Neuenahr-Alpen                                       | contessa Amöne von Daun-Falkenstein                                           |  |  |       |  |  |                                         |  |  |                                          |  |
|                                                          |                                   | contessa Magdalena von Neuenahr-Alpen                                       |                                                                               |  |  |       |  |  |                                         |  |  |                                          |  |